# 听写
听写，又名默書、默写、讀默（口讀默書，相對於背默），是一种应用于母语和外语学习的教学方式。它通常由一个人（通常是老师或者父母来充当这个角色）朗读词语或句子，或播放一段录音或视频中的语音内容，学生则需将所听到的内容准确地写下来。
由于中文的特色：一个音节（读音，或者说发音）可能对应很多字，所以在汉语裡，通过词来判断字就变得非常重要。这个能力的训练主要通过“听写”来完成。
学习外语时，老师也会对学生进行听写的训练与测验，而且学生通常会被要求写出对应的母语词汇。
听写训练不仅仅是简单的听和写，还涉及多重语言技能的综合运用：
- 提高听力理解能力
听写要求学习者集中注意力，仔细聆听每一个单词和句子的发音、重音和语调。这有助于提高对语音的敏感度，增强听力理解能力。
- 增强拼写和词汇量
在听写过程中，学习者需要准确拼写听到的单词，这有助于纠正拼写错误，扩大词汇量。同时，反复的听写练习可以帮助记忆新词汇和短语。
- 强化语法和句子结构
听写训练需要学习者准确捕捉句子的语法结构和句式，这有助于强化对语法规则的理解和应用，提高书写和表达能力。
- 提升注意力和记忆力
听写需要集中注意力，将听到的信息及时记下，这对提升注意力和短期记忆力非常有帮助。

听写的具体方法包括：
- 选择合适的材料：选择难度适中的听力材料，最好是和自己学习目标相关的内容。
- 分段练习：可以将听力材料分段进行听写，每次听写一小段内容，有助于更好地捕捉细节。
- 反复聆听：听写过程中可以反复播放录音，直到能够准确写下所有内容。
- 校对和修正：听写完成后，对照原文进行校对，找出错误并加以修正。

## 批評
對听写的批評指出，傳統的听写方式過於僵化，僅僅注重學生的記憶能力，忽視了聽、說、讀、寫等綜合語言技能的培養，並且扣分制增加了學生的壓力。隨著科技發展和教育理念的轉變，必須改革默書，讓學生在更有趣和創意的學習環境中，發展出真正的語言能力。新的方法如Dictogloss，更強調以學生為中心的學習和理解能力的提升，有助於學生自發學習和語言能力的全面發展。